# 1983 au Québec
Cet article traite des événements survenus en 1983 au Québec. 

## Événements

### Janvier
- 25 janvier : début d'une grève générale dans le secteur public pour protester contre la loi 105, adoptée en décembre 1982 et décrétant les conventions collectives pour les trois prochaines années[1].
- 28 janvier : 33 000 grévistes manifestent devant l'Assemblée nationale[2].
- 31 janvier :
  - la Fédération des affaires sociales (FAS) décide finalement d'accepter les dernières offres gouvernementales[3].
  - la télévision payante est inaugurée. Parmi les nouvelles stations, citons First Choice et Premier Choix, spécialisées dans la présentation de films sans interruption publicitaire[4].

### Février
- 7 février : annonce que le Manic de Montréal jouera sa dernière saison. Les pertes financières en sont la principale raison[5].
- 14 février : l'Assemblée nationale adopte la loi 111, obligeant les enseignants à retourner au travail. Les peines encourues sont très sévères en cas de non-respect de la loi[6].
- 18 février : la CEQ décide de recommander à ses membres de ne pas retourner au travail. La grève continue[7].

### Mars
- 3 mars : Esso annonce la fermeture de sa raffinerie de Montréal-Est avant la fin de l'année[8].
- 5 mars : plusieurs ministres, dont Camille Laurin, Gérald Godin et Denis Lazure, sont bousculés par des manifestants syndicaux en colère lors d'un Conseil national du PQ[9].
- 10 mars : la troisième session de la 32e législature est prorogée[10].
- 14 mars : le gouvernement Lévesque annonce l'injection de 700 millions de dollars dans la relance économique[11].
- 16 mars : La Presse annonce en manchette que René Lévesque aurait trompé l'Assemblée nationale en 1979 lorsqu'il a déclaré que son bureau n'avait pas été impliqué dans les négociations concernant le règlement hors cour entre la Société d'énergie de la Baie James et la FTQ, sur le saccage de LG-2 à la Baie James[12].
- 17 mars : la Cour supérieure statue que la loi 105 est inconstitutionnelle parce qu'elle a été rédigée seulement en français. Québec décide d'aller en appel[13].
- 23 mars : inauguration de la troisième session de la 32e Législature[10].
- 25 mars : le député Gilles Grégoire est accusé de sept détournements de mineures[14].

### Avril
- 18 avril : les enseignants acceptent de signer une convention collective de trois ans à la suite d'un rapport de conciliation[15].
- 28 avril : Serge Savard devient le nouveau directeur général des Canadiens de Montréal[16].

### Mai
- 1er mai : la ville de Québec célèbre son 375e anniversaire. Les festivités s’étaleront du 1er mai au 5 septembre[17],[18].
- 9 mai : lors d'une interview, le président du CIO, Lord Killanin, déclare que Jean Drapeau est le principal responsable du coût exorbitant des Jeux olympiques de Montréal en 1976[19].
- 10 mai : le budget Parizeau annonce un déficit de 3 785 milliards de dollars pour l'année 1983-1984[20].
- 14 mai : le Collège Jésus-Marie de Sillery est la proie des flames et est une perte totale. Il fut la première institution d'enseignement à offrir le cours classique aux jeunes filles dans l'est du Québec en 1925. Il est reconstruit en 1984[21].
- 24 mai : début du procès de Gilles Grégoire[22].
- 27 mai : inauguration du Palais des congrès de Montréal[23].

### Juin
- 1er juin : Claude Charron publie son autobiographie, Désobéir. Pour la première fois, il rend publique son homosexualité[24].
- 2 juin : René Lévesque jure en commission parlementaire qu'il n'a pas trompé l'Assemblée nationale à propos du règlement hors cour sur le saccage de LG-2[25].
- 8 juin : le PQ annonce qu'il n'a plus que 130 000 membres. Il en avait 200 000 en 1980[26].
- 9 juin : la Cour d'appel du Québec déclare inconstitutionnelle la clause Québec de la loi 101[27].
- 12 juin : Brian Mulroney succède à Joe Clark comme chef du Parti conservateur du Canada[28].
- 17 juin : René Lévesque poursuit La Presse pour 900 000 $ pour atteinte à sa réputation[29].
- 20 juin : le PLQ remporte les élections partielles de Saint-Jacques, Saguenay et Charlesbourg[10].
- 21 juin : Québec nationalise la compagnie d'aviation Québecair[30].
- 23 juin : le Fonds de Solidarité de la FTQ est officiellement créé[31].
- 28 juin : en visite en France, René Lévesque signe un accord avec le groupe industriel Pechiney qui s'engage à construire une usine d'aluminium à Bécancour[32].

### Juillet
- 10 juillet - Daniel Johnson annonce sa candidature à la chefferie du PLQ[33].
- 14 juillet :
  - Gilles Grégoire écope de deux ans de prison et d'une amende de 2 900 $[34].
  - atteinte d'un cancer incurable, Marie-Andrée Leclerc, qui purge une peine de prison pour complicité de meurtre en Inde, demande à rentrer au pays. Dix jours plus tard, elle est de retour au Québec[35].

### Août
- 9 août : Pierre Paradis annonce à son tour son entrée dans la course à la chefferie du PLQ[36].
- 11 août : Robert Bourassa est le troisième candidat à se présenter à l'investiture du PLQ. Les sondages le donnent déjà gagnant[37].
- 15 août : le Québec annonce la création d'un comité consultatif chargé d'étudier une nouvelle maladie, le SIDA[38].
- 19 août : annonce que le mandat de la CECO prendra fin en décembre[39].
- 28 août : première du film Bonheur d'occasion dont le scénario est tiré du roman de Gabrielle Roy. Il met en vedette Mireille Deyglun et Michel Forget[40].

### Septembre
- 28 septembre : Gérald Larose succède à Donatien Corriveau à la tête de la CSN. La vice-présidente est Monique Simard[41].
- 29 septembre : un camion-citerne emboutit un carambolage de véhicules et explose sur l'autoroute 20 à Sainte-Madeleine, faisant 5 morts. Le carambolage était dû au brouillard[42].

### Octobre
- 1er octobre : mise en service de la centrale nucléaire de Gentilly-2[43].
- 2 octobre : le Conseil national du PQ appuie la venue du Parti nationaliste de Marcel Léger à Ottawa[44].
- 4 octobre : dépôt d'un projet de loi visant à faire payer l'impôt aux employés à pourboire[45].
- 10 octobre : les habitants de Grande-Vallée manifestent violemment sur la route 132, protestant contre la fermeture de l'usine Chics-Chocs, une scierie de l'endroit. Bien que le gouvernement annonce sa réouverture avant la fin de 1984, la population reste sceptique[46].
- 16 octobre : Robert Bourassa remporte le congrès à la direction du Parti libéral. Il obtient 2138 voix contre 353 pour Pierre Paradis et 343 pour Daniel Johnson. Les deux autres candidats se rallient immédiatement[47].
- 20 octobre : La Presse fête ses 100 ans[48].
- 25 octobre : annonce que les consommateurs pourront se procurer du vin dans les épiceries et les dépanneurs à partir du 7 novembre[49].
- 30 octobre : lors du Gala de l'ADISQ, Céline Dion remporte les Félix de révélation de l'année et d'interprète féminine de l'année[50].

### Novembre
- 13 novembre : René Lévesque annonce un nouveau plan de relance économique, mettant l'emphase sur la mise en place d'un programme de financement des PME (petites et moyennes entreprises), la création de 18 000 emplois saisonniers en forêt et la prolongation de Corvée-Habitation jusqu'en juillet 1984[51].
- 24 novembre : Pierre Marois annonce son retrait de la vie politique. Pauline Marois lui succède comme ministre de la Main-d'œuvre et de la Sécurité du revenu[52].

### Décembre
- 5 décembre : les libéraux remportent les élections partielles dans Jonquière et dans Mégantic-Compton[10].
- 9 décembre : en visite en Italie, René Lévesque commet un impair lorsqu'il déclare que le président italien Sandro Pertini lui a confié en privé qu'il n'avait pas une très haute opinion du Canada. Mécontent, celui-ci lui retourne son passeport spécial pour les fêtes de Québec 84[53].
- 22 décembre : début de l'affaire de Rock Forest. Deux policiers ouvrent le feu à travers une porte de cabine du motel Le Châtillon, tuant le poseur de tapis Serge Beaudoin et blessant son compagnon et collègue de travail Jean-Paul Beaumont. Ils croyaient avoir affaire aux protagonistes d'un braquage commis dans un centre commercial de l'Estrie quelques jours auparavant et où un agent de la Brinks avait trouvé la mort[54].

## Naissances
- 25 janvier - Andrée Watters (chanteuse)
- 4 février -  Émile Proulx-Cloutier (acteur, réalisateur et compositeur)
- 9 février - Jonathan Ferland (joueur de hockey)
- 18 février - Cynthia Wu-Maheux (actrice)
- 16 mars - Claudia-Laurie Corbeil (actrice de doublage)
- 6 avril - Joël Perrault (joueur et entraineur de hockey)
- 15 avril - Noémie Yelle (actrice)
- 5 mai - Annie et Suzie Villeneuve (chanteuses)
- 20 mai - Daniel Blackburn (joueur de hockey)
- 21 mai - Dave Turcotte (homme politique)
- 27 juin - Monia Chokri (réalisatrice)
- 11 juillet - Samian (chanteur)
- 23 juillet - Benoît Langlais (acteur)
- 29 juillet - Pierre-Alexandre Parenteau (joueur de hockey)
- 18 septembre - Julie Lauzon (chanteuse)
- 24 novembre - Karine Vanasse (actrice)
- 18 décembre - Lawrence Arcouette (acteur)

## Décès
- Janvier - Alice Lemieux-Lévesque (écrivaine) (º 23 septembre 1905)
- 31 janvier - J. Léo Gagnon (acteur) (º 1907)
- 7 mars - Claude Vivier (compositeur) (º 14 avril 1948)
- 8 mars - Robert Rumilly (historien) (º 23 octobre 1897)
- 16 mars - Fred Rose (homme politique) (º 7 décembre 1907)
- 20 mars - William McOuat Cottingham (homme politique) (º 8 janvier 1905)
- 1er mai - George Hodgson (nageur olympique) (º 12 octobre 1893)
- 13 mai - Sylvio Lacharité (compositeur et chef d'orchestre) (º 3 octobre 1914)
- 16 mai - Réal Béland (humoriste et acteur) (º 18 octobre 1920)
- 25 mai - Jean « Johhny » Rougeau (lutteur et homme d'affaires) (º 9 mai 1929)
- 12 juin
  - Maurice Lamontagne (homme politique) (º 7 septembre 1917)
  - Norma Shearer (actrice) (º 11 août 1902)
- 13 juillet - Gabrielle Roy (auteure) (º 22 mars 1909)
- 17 juillet - Paul Desrochers (homme d'affaires) (º 1920)
- 28 août - Émile Legault (prêtre et animateur) (º 29 mars 1906)
- 16 octobre - Léon Mercier Gouin (homme politique) (º 24 décembre 1891)
- 20 octobre - Yves Thériault (écrivain) (º 27 novembre 1915)
- 5 novembre - Pierre-Horace Plourde (homme politique) (º 20 mai 1892)
- 2 décembre - Fifi D'Orsay (actrice) (º 16 avril 1904)

### Articles généraux
- Chronologie de l'histoire du Québec (1982 à aujourd'hui)
- L'année 1983 dans le monde
- 1983 au Canada

### Articles sur l'année 1983 au Québec
- Loi 111 (Québec)
- Liste des lauréats des prix Félix en 1983